# Ça balance pas mal à Lutèce !
Ça balance pas mal à Lutèce ! est le troisième tome de la série de bande dessinée Idéfix et les Irréductibles de Marine Lachenaud et Olivier Serrano (scénario) et de Philippe Fenech et David Etien (dessin), publié le 5 octobre 2022.
Le titre est un clin d'œil humoristique à la chanson Ça balance pas mal à Paris (1976).

## Autour de l'album
Cet album contient trois histoires : Le Glaive de Camulogène, Lutèce brûle-t-il ? et Le Réveil de Lutèce,.